# Georgi Petranow
Georgi Petranow, bułg. Георги Петранов (ur. 1 stycznia 1969 w Plewen) – bułgarski żużlowiec, posiadający również polskie obywatelstwo.

## Życiorys

### Kariera sportowa
Brązowy medalista indywidualnych mistrzostw Bułgarii młodzików (1985). Czterokrotny złoty medalista indywidualnych młodzieżowych mistrzostw Bułgarii (1986, 1987, 1989, 1990). Czterokrotny medalista indywidualnych mistrzostw Bułgarii: trzykrotnie złoty (1989, 1990, 1991) oraz srebrny (1988). Dwukrotny srebrny medalista mistrzostw Bułgarii par klubowych (1990, 1991).
Finalista indywidualnych mistrzostw świata juniorów (Lwów 1990 – XIV miejsce). Reprezentant Bułgarii w eliminacjach indywidualnych i drużynowych mistrzostw świata, jak również mistrzostw świata par. Finalista indywidualnych mistrzostw Polski (Bydgoszcz 1993 – VIII miejsce). Finalista turnieju o "Złoty Kask" (Wrocław 1993 – XIV miejsce).

### Życie prywatne
W 1992 roku otrzymał obywatelstwo polskie.

## Przynależność klubowa
Polska
- Stal Rzeszów (1990–1995)
- Wybrzeże Gdańsk (1996)
- Unia Tarnów (1997–2000)
- Śląsk Świętochłowice (2001)
- Wanda Kraków (2003)